# 花洲街道
花洲街道，是中华人民共和国河南省南阳市邓州市下辖的一个乡镇级行政单位。

## 行政区划
花洲街道下辖以下地区：
前进街社区、建设街社区、春风阁社区、南桥店社区、小东关社区、大东关社区、三里阁社区、陈湾社区、张白社区和河南星光机械厂社区。